# McElroy Ridge
McElroy Ridge ist ein hoher und 25,5 km langer Gebirgskamm in den Victory Mountains im ostantarktischen Viktorialand. Er wird begrenzt vom Gruendler-Gletscher, Trainer-Gletscher, Trafalgar-Gletscher und Rudolph-Gletscher.
Ein Teil des Gebirgskamms wurde von Teilnehmern der New Zealand Geological Survey Antarctic Expedition (1957–1958) kartiert. Eine detaillierte Kartierung erfolgte anhand von Vermessungsarbeiten des United States Geological Survey und mithilfe von Luftaufnahmen der United States Navy zwischen 1960 und 1962. Das Advisory Committee on Antarctic Names benannte ihn 1973 nach dem US-amerikanischen Biochemiker William D. McElroy (1917–1999), Direktor der National Science Foundation von 1969 bis 1972.